# Monisme et dualisme dans le régime parlementaire
Pour les articles homonymes, voir Monisme (homonymie) et Dualisme.
 (juin 2022).
Si vous disposez d'ouvrages ou d'articles de référence ou si vous connaissez des sites web de qualité traitant du thème abordé ici, merci de compléter l'article en donnant les références utiles à sa vérifiabilité et en les liant à la section « Notes et références ».
En pratique : Quelles sources sont attendues ? Comment ajouter mes sources ?
Dualisme et monisme sont deux formes de régime parlementaire.

## Définitions
On distingue en droit constitutionnel le parlementarisme dualiste ou orléaniste du parlementarisme moniste.
- Le parlementarisme moniste se définit par le fait que le gouvernement n'est responsable politiquement que devant le Parlement et non devant le chef de l'État (qui peut être un monarque ou un Président).
- À l'inverse, dans le cadre d'un régime parlementaire dualiste, le gouvernement est responsable politiquement à la fois devant le Parlement et devant le chef de l'État.

## Le régime dualiste
Le régime parlementaire dualiste était initialement le seul régime parlementaire pratiqué. Apparu dans des monarchies européennes, en Angleterre (de 1792 à 1834), en France (de 1830 à 1848) et en Belgique (à partir de 1831), il marque une étape majeure entre l’absolutisme royal et la souveraineté du peuple.
Dans un régime parlementaire dualiste, le gouvernement est à la fois responsable devant le parlement et devant un chef de l’État actif, héritier de l’ancien monarque absolu (devenu roi du peuple ou président). Cette responsabilité de l’exécutif devant le législatif se fonde sur le principe d’égalité et de collaboration des pouvoirs, et, comme l’écrivit Auguste Burdeau à propos de la monarchie de Juillet de 1830 à 1848, sous un « régime parlementaire authentique » (autrement dit dualiste), « le Parlement et le Roi [constituent] des forces sensiblement égales ».
La théorie dualiste repose sur deux postulats :
- la possibilité d’une égalité entre les pouvoirs ;
- le fait que cette égalité soit réalisable à l’aide d’un jeu équilibré entre responsabilité ministérielle et droit de dissolution.

Dans les monarchies, l’effondrement de la légitimité royale en faveur de celle du gouvernement (en Angleterre notamment à partir du début du XIXe siècle), entraîne une transformation des régimes. Le chef de l’État ne jouera de plus en plus qu’un rôle formel dans l’exercice des pouvoirs. On passe donc souvent à un système de type moniste.

## Le régime moniste
Sous un régime parlementaire moniste ou classique, le chef de l’État ne joue un rôle politique que très minime, son statut est avant tout honorifique et il est principalement le symbole et le garant de l’unité nationale. Le gouvernement est responsable seulement devant les parlements .
Le gouvernement n’est responsable que devant le Parlement (d’où le nom de parlementarisme moniste) et le chef du gouvernement (généralement appelé Premier ministre) ne peut être révoqué par le chef de l’État (même si dans certains pays, le pouvoir de nomination est formellement dans ses mains).
Le parlementarisme moniste s’est imposé en Europe au cours du XIXe siècle et il constitue aujourd’hui le type de régime parlementaire de loin le plus répandu à travers le monde. Dans des pays comme la Grande-Bretagne ou les Pays-Bas, le passage d’un parlementarisme dualiste à un parlementarisme moniste s’est effectué au cours du XIXe siècle, sans troubles (excepté en Angleterre en 1834) et ce dernier s’est trouvé enraciné dans le système politique par l’introduction du suffrage universel ainsi que la transformation de nature et de rôle des partis politiques au début du XXe siècle notamment. Dans le même temps, l’évolution française vers un parlementarisme moniste est à la fois plus brutale et plus tardive : c’est à la suite de la crise du 16 mai 1877, soit 29 ans après l’adoption du suffrage universel (masculin), que le régime moniste français si particulier est apparu, avec prépondérance et intangibilité du parlement, faible pouvoir et légitimité de l’exécutif.
Au moment où les régimes parlementaires dualistes s’effacent et où les régimes parlementaires monistes se développent, Carré de Malberg fait une critique forte à l’encontre du régime dualiste et formule le vœu de voir s’établir un « dualisme des fonctions » associé à un « monisme des responsabilités », un système où le gouvernement dont la nomination reviendrait au chef de l’État seul pourrait contrebalancer le pouvoir législatif.
La responsabilité politique du Gouvernement envers le Parlement peut s'exprimer de différentes manières :
- la motion de censure, qui est à l'initiative des Parlementaires, permet à ces derniers de se prononcer sur la politique du gouvernement. S'ils la désapprouvent, le gouvernement est forcé de démissionner.
- la question de confiance est posée par le gouvernement directement à l'Assemblée. Par cette procédure, il met sa responsabilité en jeu et sera contraint de démissionner en cas d'échec. En revanche, une réussite peut permettre de mettre fin à un désaccord entre le gouvernement et les parlementaires ou aider à rassembler une majorité divisée au sein du Parlement.

## LaVeRépublique française: une exception?
Alors que le monisme semblait se généraliser au sein des régimes parlementaires, la France de la Cinquième République montre un retour au dualisme par la pratique. En effet, si la Constitution affirme seulement la responsabilité du Gouvernement devant le Parlement et instaure un régime moniste, en pratique, le Gouvernement est également responsable devant le président de la République, la plupart des démissions du Gouvernement se faisant sous l'impulsion du chef de l'État. Les seuls chefs du Gouvernement à avoir démissionné (hormis les motions de censure de 1962 et de 2024) sans l'intervention du président de la République sont Jacques Chirac en août 1976 et Manuel Valls, en décembre 2016, mais aucun à la suite d'un conflit avec le Parlement (le premier a démissionné à la suite d'un conflit avec le président et le second pour se porter candidat à la primaire de la gauche pour l'élection présidentielle suivante).
Cette prééminence du président de la République de facto, en contradiction avec le caractère moniste de jure, pousse de nombreux constitutionnalistes à qualifier la Ve République française de régime semi-présidentiel plutôt que de régime parlementaire.

## En droit canadien

### Droit international du Canada
Les traités internationaux signés par le Canada doivent pour avoir plein effet être mis en œuvre par le Parlement à la suite de leur ratification par l'exécutif (le cabinet du Canada). Le parlementarisme du Canada est donc dualiste au niveau du droit international des traités car la diplomatie internationale canadienne demeure assujettie à la prérogative royale.
Quant au droit international coutumier, le droit canadien est moniste avec prépondérance du droit interne.

### Droit interne du Canada
Au Canada, le titulaire de la monarchie canadienne est légalement la chef d'État, mais par convention constitutionnelle, le premier ministre est responsable devant le Parlement (voir souveraineté parlementaire en droit canadien).
Le parlementarisme canadien se manifeste également par un effacement du chef de l'État. Cet effacement peut même aller jusqu'à ne réserver au monarque qu'un rôle de représentation : il exerce alors une simple magistrature morale. Le gouverneur-général assure la sanction des lois au nom du monarque, mais celle-ci est devenue au fil des ans une simple formalité. Le parlementarisme canadien est donc davantage moniste quant à l'adoption de lois pour son droit interne.
Par contre, la monarchie peut exceptionnellement jouer un rôle politique parlementaire lorsqu'il y a un désaccord au sujet de la dissolution de la Chambre, par exemple lors de la crise politique canadienne de 2008 et de l'affaire King-Byng.